# El diablo de la botella

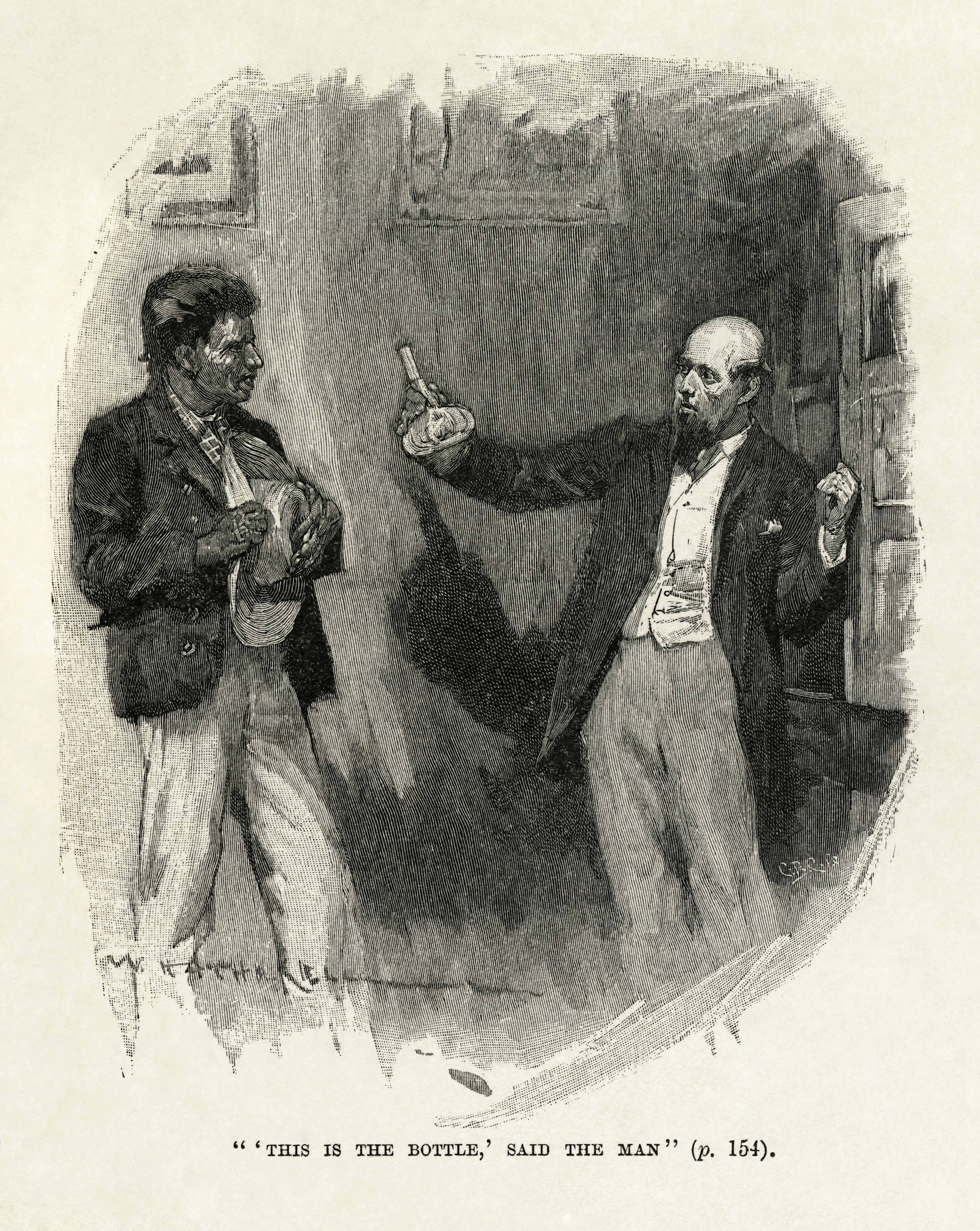
Ilustración en la que el anciano enseña la botella a Keawe.

El diablo de la  botella (título original: The Bottle Imp) es un cuento del escritor escocés Robert Louis Stevenson. Fue publicado en 1891 por el diario New York Herald.

## Argumento
Keawe es un joven hawaiano que siente la necesidad de conocer otras tierras, por lo que se dirige a San Francisco. Allí descubre una casa hermosa cuyo dueño parece algo triste y asustado. Al entablar conversación con él y preguntarle el motivo de su tristeza, el anciano le enseña una botella de vidrio, con un contenido blanco, lechoso. Asombrado, el viejo le cuenta que en esa botella habita un demonio rodeado por el fuego del infierno que puede conceder cualquier deseo, excepto uno: alargar la vida a una persona. Para eso, el dueño de la botella debe cumplir una serie de requisitos: debe vender la botella a otra persona antes de morir y vender la botella a menor costo del que la compró o irá al infierno donde habita el mal.
Keawe cree que está siendo estafado por este hombre, pero lo piensa bien y termina con la botella en su poder, resignado, desea ser el dueño de una gran mansión en Kona, Hawái. El deseo se cumple: su tío fallece y su único primo muere ahogado, y él hereda una gran fortuna, con la cual puede construirse su nueva casa. Tras haber visto cumplido su sueño, Keawe vende la botella a Lopaka, un amigo y vive feliz en la que él llama “la casa resplandeciente”. Conoce a una bellísima mujer, llamada Kokua, y se declara a ella. Sin embargo, ella al principio no le corresponde. Keawe se enferma del mal chino (lepra) y por eso considera renunciar, no sólo a Kokua, si no a la casa para ir a vivir a una colonia de leprosos. Para evitar tal pesadilla, el hawaiano busca la botella de nuevo y descubre que ahora solo cuesta un centavo: si la compra él se convierte en el último  dueño y, por tanto, irá al infierno. Asumiendo esto, decide comprarla, puesto que con una mujer así valía la pena ir al infierno.
La esposa, al darse cuenta de la situación de su marido, propone una solución: viajar a una isla colonia francesa, donde cuatro céntimos son poco menos que un centavo, y vender allí la botella. Pero, a su llegada, descubren que los supersticiosos habitantes del lugar rehúsan comprar tal cosa porque creen que son brujos y les mienten. Llegados a este punto, ella decide sacrificarse y convence a un anciano para que la compre por cuatro céntimos y ella, en secreto, se la comprará por tres. Cuando Keawe descubre esto decide comprar la botella otra vez y salvar a su mujer. Keawe le pide a un contramaestre que es un delincuente, que estaba bebiendo con el, que acepte comprarle la botella a su mujer, para liberarla del demonio, y Keawe se la comprará de vuelta. El marino compra la botella, pero se rehúsa a venderla de nuevo, sabiendo que irá al infierno, de una manera u otra, por todo lo que había pasado en su vida, y como la botella le concede su deseo de más licor, prefiere quedársela. Liberados de toda maldición, el matrimonio regresa a la 'Casa Reluciente' y continúan con su maravillosa vida. Que fue para bien y triunfo por todos los años restantes de su larga vida.

## El diablo de la botella
- Wikisource en inglés contiene obras originales de o sobre El diablo de la botella.
- El cuento en inglés en LibriVox, en Commons.

- Datos: Q82737
- Multimedia: The Bottle Imp / Q82737